# Svajūnas Adomaitis
Svajūnas Adomaitis (ur. 9 marca 1985 w Taurogach) – litewski zapaśnik walczący w stylu klasycznym. Wystąpił na igrzyskach olimpijskich 2004 w Atenach, gdzie zajął szesnaste miejsce w kategorii 55 kg.
Dziewiąty na mistrzostwach świata w 2003 i na mistrzostwach Europy w 2007 i 2008. Zdobył brązowy medal na igrzyskach wojskowych w 2007 i akademickich MŚ w 2006 w Teheranie. Trzeci na ME kadetów w 2002 roku.